# 中国科学院星
小行星7800（英語：7800 Zhongkeyuan）是一颗围绕太阳公转的小行星。1996年3月11日，北京天文台施密特CCD小行星计划在兴隆县发现了此天体。1999年，为庆祝中国科学院成立50周年，小行星7800被命名为“中国科学院星”。这是北京天文台施密特CCD小行星计划发现的第10颗获永久编号的小行星，也是中国首颗用机构命名的小行星。
这颗小行星的绝对星等为306.2048078330545等。